# 死水 (航海用語)
航海用語における死水（しすい、しにみず、英語: dead water）とは、海氷のできる海や河口などで、密度の高い海水の上に、密度の低い淡水または汽水の層が混合することなく存在する現象である。「曳き幽霊」「底幽霊」などともいう。
水線の下の直接推力（プロペラなど）を動力とする船（特に小型船）は、そのような条件で航行しようとすると、操縦が困難になったり、ほとんど停止状態まで減速したりすることがある。これは、船のプロペラからのエネルギーの多くが、2つの層の境界の波（内部波）の生成で消費されてしまう（造波抵抗）ためである。
ノルウェーの北極圏探検家フリチョフ・ナンセンは、1893年8月にタイミル半島近くのノルデンショルド群島付近の北極海をフラム号で航行中に死水に遭遇し、その時のことを次のように書いている。
死水に巻き込まれたとき、フラム号は何か不思議な力に阻まれているように見え、常に舵が効かなかった。穏やかな天候で、荷物が軽い状態では、フラム号は6 - 7ノットの速度を出すことができた。死水では1.5ノットも出せなかった。私たちは航路をループしたり、時々右回りに旋回したりなど、回避するためにあらゆる手段を試みたが、ほとんど意味はなかった。